# Steve Carella
Steve (Stephen) Carella est un inspecteur du 87e District d’Isola, principal personnage de la saga imaginée par Ed McBain en 1956.
Il apparaît dans presque tous les romans de la saga, de Du balai ! (1956) à Jouez violons ! (2005).

## Le personnage
Entré dans la police à l’âge de 21 ans, Steve Carella mesure un mètre quatre-vingt, est brun avec les cheveux courts et a les yeux marron légèrement bridés. Ses origines sont napolitaines.
À la fin du premier roman, Du balai ! (Cop Hater, 1956), il épouse Teddy Franklin, sourde et muette, rencontrée au cours d’une enquête, qui accouche de deux jumeaux, Mark et April. Steve Carella lui est fidèle bien qu’il se fait draguer par d’autres femmes et il refuse de coucher avec elles.
Steve Carella est blessé à plusieurs reprises : Il reçoit trois balles dans le corps, se fait tirer dessus puis assommer et tombe dans le coma, est agressé à coups de canne et est atteint aux yeux, au nez et à l’épaule droite, est arrosé d’essence et brûlé aux mains, est blessé au cou et à la figure par la lame d’un couteau et prend une balle dans la poitrine.
Dans ses enquêtes avec ses partenaires, Bert Kling, Meyer Meyer, Cotton Hawes, Arthur Brown, Hal Willis, c’est un policier tenace souvent obsédé par ses affaires. Un autre de ses collègues, Andy Parker, est ouvertement raciste. Steve Carella et lui se bagarrent après que Parker a prononcé des réflexions racistes à propos d’un collègue portoricain. Il travaille sous l’autorité de Peter Byrnes, chef des inspecteurs et John Marshall Frick, capitaine du 87e District. Dans ses enquêtes, il est amené à travailler avec d’autres policiers qui ne font pas partie du 87e District comme Ollie Weeks et Eileen Burke.
Les romans de la saga étant des récits de procédure policière, on suit dans « la peau » de Carella l’évolution de ses enquêtes, ses doutes, ses interrogations.

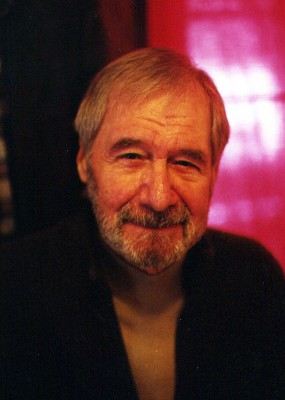
Ed McBain, créateur de Steve Carella

## Filmographie

### Au cinéma
- 1958 : Un tueur se promène (Cop Hater), film américain réalisé par William Berke, d’après le roman Du balai ! (Cop Hater), avec Robert Loggia dans le rôle de Steve Carella, rebaptisé Carelli dans le film
- 1960 : The Pusher, film américain réalisé par Gene Milford, adaptation du roman Le Fourgue (The Pusher), avec Robert Lansing dans le rôle de Steve Carella
- 1963 : Entre le ciel et l'enfer (Tegoku to Jigoku), film japonais réalisé par Akira Kurosawa, d'après le roman Rançon sur un thème mineur (King's Ransom), avec Tatsuya Nakadai dans le rôle de Steve Carella, rebaptisé Tokura
- 1963 : La Soupe aux poulets, film français réalisé par Philippe Agostini, adaptation du roman éponyme (Killer's wedge), avec Maurice Biraud dans le rôle de Steve Carella, rebaptisé Morel
- 1971 : Sans mobile apparent, film français réalisé par Philippe Labro : d'après le roman Dix plus un (Ten Plus One), avec Jean-Louis Trintignant dans le rôle de Steve Carella, rebaptisé Stéphane Carella
- 1972 : Les Poulets (Fuzz), film américain réalisé par Richard A. Colla, d'après le roman éponyme, traduit en français sous le titre La Rousse, avec Burt Reynolds dans le rôle de Steve Carella
- 1978 : Les Liens de sang, film franco-canadien de Claude Chabrol, d'après le roman Adieu, cousine... (Blood Relatives), avec Donald Sutherland dans le rôle de Steve Carella
- 1981 : Lonely Heart (Kôfuku), film japonais réalisé par Kon Ichikawa, d'après le roman Le Dément à lunettes (Lady, Lady, I did it), avec Yutaka Mizutani dans le rôle de Steve Carella, rebaptisé Murakami

### À la télévision
- 1961-1962 : 30 épisodes de la série télévisée 87th Precinct (TV series) (en), avec Robert Lansing dans le rôle de Steve Carella
- 1980 : Panenka, téléfilm tchèque réalisé par Jaroslav Dudek (cs), adaptation du roman Cause toujours, ma poupée (Doll), avec Josef Abrhám dans le rôle de Steve Carella
- 1991 : Skládacka, téléfilm tchèque réalisé par Jaroslav Dudek, adaptation du roman En pièces détachées (Jigsaw), avec Jiří Bartoška (en) dans le rôle de Steve Carella
- 1992 : Brokovnice, téléfilm tchèque réalisé par Jaroslav Dudek, adaptation du roman Mort d'un tatoué (Shotgun), avec Jiří Bartoška dans le rôle de Steve Carella
- 1995 : Ed McBain's 87th Precinct: Lightning, téléfilm américain réalisé par Bruce Paltrow, adaptation du roman éponyme, avec Randy Quaid dans le rôle de Steve Carella
- 1996 : Ed McBain's 87th Precinct: Ice, téléfilm américain réalisé par Bradford May, adaptation du roman éponyme, avec Dale Midkiff dans le rôle de Steve Carella
- 1997 : Chaleur meurtrière (Ed McBain's 87th Precinct: Heatwave), téléfilm américain réalisé par Douglas Barr, scénario original de Larry Cohen, avec Dale Midkiff dans le rôle de Steve Carella